# Szerbiai Eskütartók Pártja
A Szerbiai Eskütartók Pártja (szerbül Српска странка Заветници [latin betűkkel Srpska stranka Zavetnici]) egy szélsőjobboldali politikai párt Szerbiában, melyet 2012-ben hoztak létre Szerb Eskütartók Mozgalma (szerbül Српски сабор Заветници [latin betűkkel Srpski sabor Zavetnici]) néven. Alapító tagjai korábban a Szerb Radikális Párt színeiben politizáltak. 
A párt egy ultranacionalista párt, valamint fő ideológiája a szociálkonzervativizmus. Ellenzik a bevándorlást és a kivándorlást, valamint leállítanák az ország EU-csatlakozási folyamatait. A párt erősen oroszbarát politikát folytat.

## Története
A pártot 2012 elején hozták létre szélsőjobboldali politikusok. Alapító tagjainak nagy része korábban a Szerb Radikális Párt tagjai voltak.
A 2014-es parlamenti választáson a Hazafias Front nevű koalíció tagjaként vettek részt. A választáson azonban 4514 szavazattal csak 0,13 százalékot értek el. A 2016-os választáson már önállóan indultak.
2022-ben 3,71 százalékot szereztek, és mivel a törvényhozás korábban 5 százalékról 3-ra csökkentette a bejutási határt, a párt bejutott a parlamentbe. 

## Választási eredmények
| Választás | Szavazatok száma | Szavazatok aránya | Mandátumok száma | Mandátumok aránya | Parlamenti szerepe |
| --------- | ---------------- | ----------------- | ---------------- | ----------------- | ------------------ |
| 2014-es   | 4514             | 0,13%             | 0                | 0%                | nem jutott be      |
| 2016-os   | 27 690           | 0,73%             | 0                | 0%                | nem jutott be      |
| 2020-as   | 45 950           | 1,43%             | 0                | 0%                | nem jutott be      |
| 2022-es   | 141 227          | 3,82%             | 10               | 4%                | ellenzék           |